# Makanda (Singida)
Makanda ist ein Verwaltungsbezirk (englisch Ward) des Distrikts Manyoni in der tansanischen Region Singida.

## Geografie
Makanda ist ein Bezirk im nördlichen Zentralteil von Tansania etwa 50 Kilometer Luftlinie östlich der Distrikthauptstadt Manyoni. Bei der Volkszählung 2022 lebten 13.729 Menschen in 2976 Haushalten auf einer Fläche von 394 Quadratkilometern.
Der Bezirk grenzt im Nordosten und Osten an die Region Dodoma und sonst an vier Bezirke des Distrikts Manyoni:
| Makuru     |                                             | Mpendo  |
| Makutupora | Kompassrose, die auf Nachbargemeinden zeigt | Makanda |
| Mvumi      | Kintinku                                    |         |

## Gliederung
Der Bezirk besteht aus drei Gemeinden (swahili Mtaa) mit 11 Orten (Kitongoji):
| Makanda - Makanda A - Makanda B - Makanda C | Magasai - Magasai A - Magasai B - Makorongoo - Chisugala - Makang'wa | Kitalalo - Azimio - Kilimo - Mapinduzi |

## Wirtschaft und Infrastruktur
- Landwirtschaft: Über 80 Prozent der Bevölkerung lebt als Bauern vom Anbau von Feldfrüchten.[7]
- Bildung: Die Makanda Secondary School ist eine staatliche weiterführende Tagesschule mit einer Ausbildung bis zur 4. Stufe.[8]
- Gesundheit: In den drei Gemeinden Makanda, Magasai und Kitalalo liegt je eine staatliche Apotheke.[9][10][11]